# The Bitter Truth Tour
The Bitter Truth Tour  fue una gira de la banda estadounidense de metal alternativo Evanescence, realizada para promocionar su quinto álbum de estudio The Bitter Truth (2021). La gira comenzó el 5 de noviembre de 2021 en Portland, Estados Unidos, poco más de siete meses después del lanzamiento del álbum, en un escenario conjunto con el grupo Halestorm. La gira solo pudo comenzar en noviembre debido a las restricciones de la pandemia de COVID-19 que afectó a la industria musical durante este periodo. Esta gira también aportó una gran producción a los directos y supuso la primera actuación de la banda en el país europeo de Luxemburgo, finalizando en la ciudad de Recife, Brasil, el 28 de octubre de 2023 tras 124 conciertos.

## Antecedentes
Luego del final de la gira Synthesis Live en septiembre de 2018, la banda regresó a los conciertos de música pesada, realizando 28 presentaciones esporádicas entre mayo y septiembre de 2019 en América del Norte y Europa, apoyando a artistas como Within Temptation, Tarja Turunen y Veridia en fechas seleccionadas. Durante este período, la líder y vocalista Amy Lee ya había comentado en entrevistas que la banda estaba en proceso de desarrollar el próximo álbum,  con algunas sesiones de escritura que tuvieron lugar en Canadá en julio del mismo año. El 30 de noviembre de 2019, el grupo sufrió un atentado antes de una presentación en el festival Knotfest en la Ciudad de México, en el que todo el equipo del escenario fue destruido por un grupo de delincuentes y la batería de Will Hunt fue quemada, tras tensiones provocadas por los retrasos y la ruptura de las vallas de seguridad. El concierto tuvo que ser cancelado por razones obvias y el reembolso fue realizado por la banda Slipknot, creadores del evento.
Después de estos eventos, en enero de 2020, la banda entró al estudio para grabar el próximo álbum The Bitter Truth (2021), y su lanzamiento original estaba programado para 2020. La idea era que fueran lanzando canciones del álbum poco a poco y las interpretaran en vivo durante los conciertos que estaban programados para ese año, que incluían una actuación en la edición japonesa del Download Festival, una etapa europea junto con Within Temptation, y algunos shows en Estados Unidos y México. Sin embargo, debido a la pandemia de COVID-19 que afectó a todo el mundo durante este período, la banda tuvo que dejar de grabar y reprogramar los shows para cuando se permitiera nuevamente realizar grandes eventos, algo que recién sucedió en noviembre de 2021.

## Desarrollo

### Impacto de la COVID-19
Debido a la pandemia de COVID-19, toda la gira, así como gran parte de la industria musical, sufrió sus impactos, lo que resultó en cancelaciones y aplazamientos de shows en vivo. La gira conjunta con la banda de metal sinfónico Within Temptation en Europa, que había sido programada para abril y mayo de 2020, sufrió cuatro reprogramaciones hasta que finalmente tuvo lugar en noviembre y diciembre de 2022, más de tres años después de su anuncio oficial en septiembre de 2019. Otros cuatro conciertos que la banda había anunciado para principios de 2020 en Japón, Estados Unidos y México también tuvieron que ser cancelados.
Durante el período de cuarentena por la pandemia, la vocalista Amy Lee participó en el movimiento Together at Home, en el que varios artistas se presentaron en vivo online para alentar a las personas a quedarse en casa y prevenir más casos de infecciones respetando el distanciamiento social.

### Producción

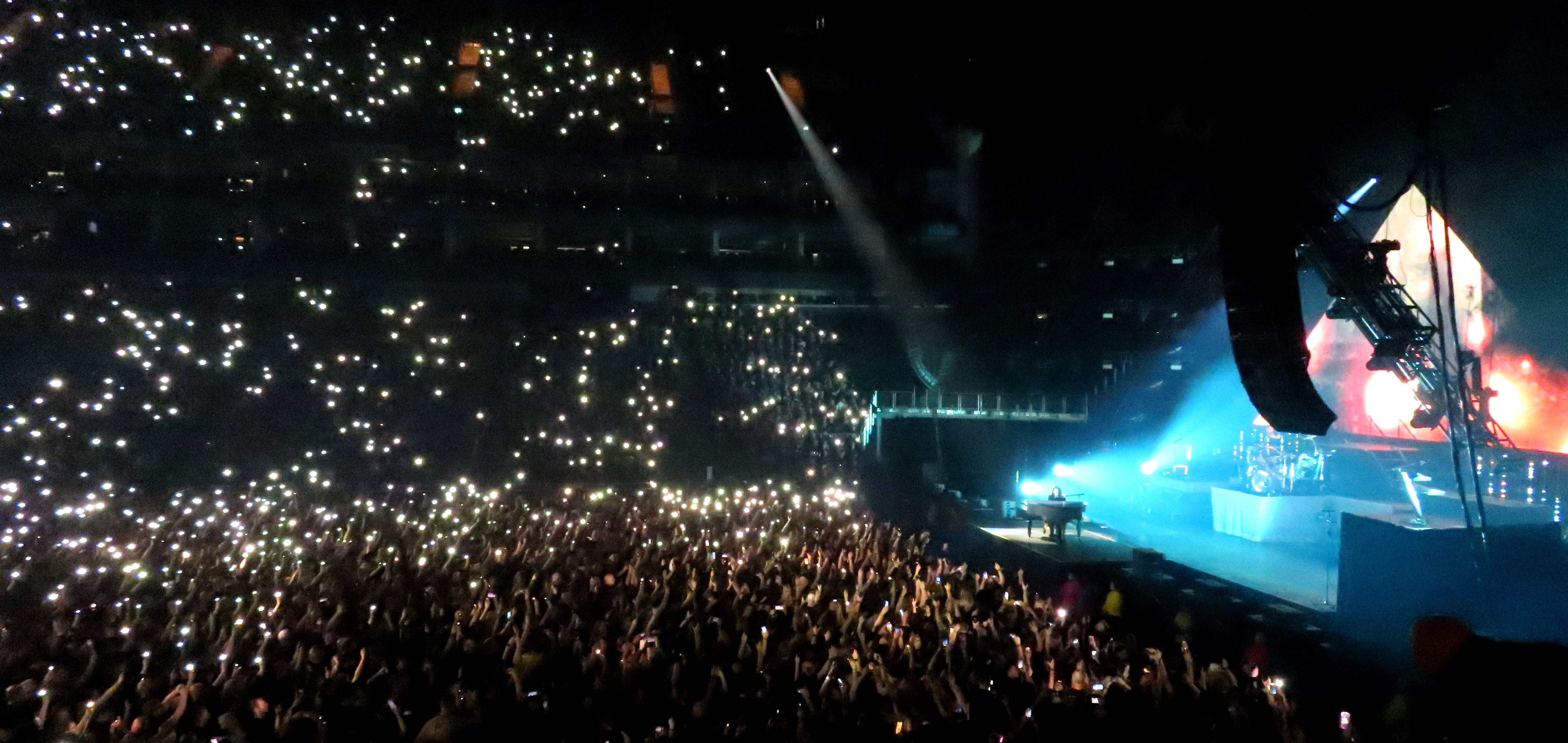
La banda interpretando "My Immortal" en O2 Arena de Londres, Reino Unido el 14 de noviembre de 2022

Para «The Bitter Truth Tour», la banda renovó su producción escénica, presentando un esquema de iluminación más complejo y dinámico en comparación con las giras anteriores, así como plataformas con escaleras alrededor del escenario principal. Al fondo, una pantalla de forma triangular proyectaba diferentes imágenes y efectos para cada canción del repertorio. Durante ciertos momentos del concierto, un piano emergía del suelo en el centro del escenario, en el que Lee tocaba varias canciones como «Far From Heaven» y «My Immortal».
El grupo también recibió a varios cantantes invitados durante los shows de la gira, como Lzzy Hale durante la canción "Heavy", una versión de Linkin Park interpretada en la etapa norteamericana con Halestorm. Lee también se unió al grupo de hard rock para interpretar la canción "Break In", que fue un éxito con su voz durante la primera gira principal de la banda en el Evanescence Tour en 2012, que luego se volvió a grabar en el estudio en el EP Reimagined (2020) de Halestorm. También se unió a Korn en el escenario para cantar junto a Jonathan Davis la canción "Freak on a Leash" en el concierto conjunto de las dos bandas en agosto de 2022. En esa misma serie de programas, P.O.D.. El cantante principal Sonny Sandoval cantó las partes masculinas de "Bring Me to Life" en las últimas tres fechas. Mientras estaba en la gira norteamericana con Muse a principios de 2023, el cantante principal de la banda de apertura Highly Suspect, Johnny Stevens, proporcionó voces masculinas en la canción en fechas seleccionadas.

## Lista de canciones
1. "Artifact/The Turn" (Intro)
2. "Broken Pieces Shine"
3. "Made of Stone"
4. "Yeah Right"
5. "Going Under"
6. "The Game Is Over"
7. "Lose Control"
8. "The Change"
9. "Lithium"
10. "Wasted on You"
11. "Part of Me"
12. "End of the Dream" (con intro del álbum Synthesis)
13. "Far from Heaven"
14. "Interlude"
15. "Better Without You"
16. "Call Me When You're Sober"
17. "Imaginary"
18. "Take Cover"
19. "Heavy" (cover de Linkin Park)
20. "Use My Voice"
21. "Bring Me to Life"
22. "My Immortal"
23. "Blind Belief"

## Fechas
| Fecha                                       | Ciudades              | País            | Estadio/Teatro                              | Acto de apertura                                                          |
| ------------------------------------------- | --------------------- | --------------- | ------------------------------------------- | ------------------------------------------------------------------------- |
| Asia                                        |                       |                 |                                             |                                                                           |
| 29 de marzo de 2020                         | Tokio                 | Japón           | Makuhari Messe                              | —                                                                         |
| América del Norte                           |                       |                 |                                             |                                                                           |
| 14 de mayo de 2020                          | Minneapolis           | Estados Unidos  | The Fillmore                                | —                                                                         |
| 16 de mayo de 2020                          | Columbus              | Estados Unidos  | Mapfre Stadium                              | —                                                                         |
| 31 de octubre de 2020                       | Santiago de Querétaro | México          | Antiguo Aeroporto de Querétaro              | —                                                                         |
| 5 de noviembre de 2021                      | Portland              | Estados Unidos  | Veterans Memorial Coliseum                  | Halestorm (co-headline) Plush Lilith Czar                                 |
| 7 de noviembre de 2021                      | Seattle               | Estados Unidos  | Climate Pledge Arena                        | Halestorm (co-headline) Plush Lilith Czar                                 |
| 9 de noviembre de 2021                      | San José              | Estados Unidos  | SAP Center                                  | Halestorm (co-headline) Plush Lilith Czar                                 |
| 10 de noviembre de 2021                     | Los Angeles           | Estados Unidos  | YouTube Theater                             | Halestorm (co-headline) Plush Lilith Czar                                 |
| 12 de noviembre de 2021                     | Las Vegas             | Estados Unidos  | The Cosmopolitan of Las Vegas (The Chelsea) | Halestorm (co-headline) Plush Lilith Czar                                 |
| 13 de noviembre de 2021                     | San Diego             | Estados Unidos  | Viejas Arena                                | Halestorm (co-headline) Plush Lilith Czar                                 |
| 15 de noviembre de 2021                     | Phoenix               | Estados Unidos  | Arizona Federal Theatre                     | Halestorm (co-headline) Plush Lilith Czar                                 |
| 18 de noviembre de 2021                     | Denver                | Estados Unidos  | Bellco Theatre                              | Halestorm (co-headline) Plush Lilith Czar                                 |
| 20 de noviembre de 2021                     | Fort Worth            | Estados Unidos  | Dickies Arena                               | Halestorm (co-headline) Plush Lilith Czar                                 |
| 21 de noviembre de 2021                     | Houston               | Estados Unidos  | 713 Music Hall                              | Halestorm (co-headline) Plush Lilith Czar                                 |
| 30 de noviembre de 2021                     | Tampa                 | Estados Unidos  | Amalie Arena                                | Halestorm (co-headline) Plush Lilith Czar                                 |
| 2 de diciembre de 2021                      | Duluth                | Estados Unidos  | Gas South Arena                             | Halestorm (co-headline) Plush Lilith Czar                                 |
| 3 de diciembre de 2021                      | Nashville             | Estados Unidos  | Bridgestone Arena                           | Halestorm (co-headline) Plush Lilith Czar                                 |
| 5 de diciembre de 2021                      | Saint Louis           | Estados Unidos  | Chaifetz Arena                              | Halestorm (co-headline) Plush Lilith Czar                                 |
| 7 de diciembre de 2021                      | Minneapolis           | Estados Unidos  | The Armory                                  | Halestorm (co-headline) Plush Lilith Czar                                 |
| 9 de diciembre de 2021                      | Chicago               | Estados Unidos  | Byline Bank Aragon Ballroom                 | Halestorm (co-headline) Plush Lilith Czar                                 |
| 11 de diciembre de 2021                     | Detroit               | Estados Unidos  | Little Caesars Arena                        | Halestorm (co-headline) Plush Lilith Czar                                 |
| 14 de enero de 2022                         | Cincinnati            | Estados Unidos  | Heritage Bank Center                        | Halestorm (co-headline) Plush Lilith Czar                                 |
| 16 de enero de 2022                         | Camden                | Estados Unidos  | BB&T Pavilion                               | Halestorm (co-headline) Plush Lilith Czar                                 |
| 17 de enero de 2022                         | Pittsburgh            | Estados Unidos  | Petersen Events Center                      | Halestorm (co-headline) Plush Lilith Czar                                 |
| 20 de enero de 2022                         | Worcester             | Estados Unidos  | DCU Center                                  | Halestorm (co-headline) Plush Lilith Czar                                 |
| 21 de enero de 2022                         | Newark                | Estados Unidos  | Prudential Center                           | Halestorm (co-headline) Plush Lilith Czar                                 |
| Europa                                      |                       | Estados Unidos  |                                             | Halestorm (co-headline) Plush Lilith Czar                                 |
| 5 de junio de 2022                          | Atenas                | Grecia          | Theater of Rock                             | —                                                                         |
| 7 de junio de 2022                          | Bucareste             | Rumania         | Arenele Romane                              | —                                                                         |
| 9 de junio de 2022                          | Nickelsdorf           | Austria         | Pannonia Fields II                          | —                                                                         |
| 10 de junio de 2022                         | Praga                 | República Checa | Forum Karlin                                | —                                                                         |
| 12 de junio de 2022                         | Rostock               | Alemania        | IGA Park                                    | —                                                                         |
| 15 de junio de 2022                         | Oslo                  | Noruega         | Oslo Spektrum                               | —                                                                         |
| 16 de junio de 2022                         | Estocolmo             | Suecia          | Skansen                                     | —                                                                         |
| 18 de junio de 2022                         | Helsinki              | Finlandia       | Kaisaniemi Park                             | —                                                                         |
| 19 de junio de 2022                         | Tampere               | Finlandia       | Nokia Arena                                 | —                                                                         |
| América del Norte 2                         |                       |                 |                                             |                                                                           |
| 15 de julio de 2022                         | Cadott                | Estados Unidos  | Amphitheater Venue                          | —                                                                         |
| 16 de julio de 2022                         | Mansfield             | Estados Unidos  | Ohio State Reformatory                      | —                                                                         |
| 18 de julio de 2022                         | Milwaukee             | Estados Unidos  | Eagles Ballroom                             | Sick Puppies                                                              |
| 16 de agosto de 2022                        | Denver                | Estados Unidos  | Ball Arena                                  | Korn (co-headline) Helmet Jeris Johnson Palaye Royale Dana Dentata P.O.D. |
| 18 de agosto de 2022                        | Maryland Heights      | Estados Unidos  | Hollywood Casino Amphitheatre               | Korn (co-headline) Helmet Jeris Johnson Palaye Royale Dana Dentata P.O.D. |
| 20 de agosto de 2022                        | Tinley Park           | Estados Unidos  | Hollywood Casino Amphitheatre               | Korn (co-headline) Helmet Jeris Johnson Palaye Royale Dana Dentata P.O.D. |
| 21 de agosto de 2022                        | Clarkston             | Estados Unidos  | Pine Knob Music Theatre                     | Korn (co-headline) Helmet Jeris Johnson Palaye Royale Dana Dentata P.O.D. |
| 23 de agosto de 2022                        | Cuyahoga Falls        | Estados Unidos  | Blossom Music Center                        | Korn (co-headline) Helmet Jeris Johnson Palaye Royale Dana Dentata P.O.D. |
| 24 de agosto de 2022                        | Noblesville           | Estados Unidos  | Ruoff Home Mortgage Music Center            | Korn (co-headline) Helmet Jeris Johnson Palaye Royale Dana Dentata P.O.D. |
| 26 de agosto de 2022                        | Mansfield             | Estados Unidos  | Xfinity Center                              | Korn (co-headline) Helmet Jeris Johnson Palaye Royale Dana Dentata P.O.D. |
| 27 de agosto de 2022                        | Camden                | Estados Unidos  | Waterfront Music Pavilion                   | Korn (co-headline) Helmet Jeris Johnson Palaye Royale Dana Dentata P.O.D. |
| 28 de agosto de 2022                        | Wantagh               | Estados Unidos  | Northwell Health at Jones Beach             | Korn (co-headline) Helmet Jeris Johnson Palaye Royale Dana Dentata P.O.D. |
| 31 de agosto de 2022                        | Charlotte             | Estados Unidos  | PNC Music Pavilion                          | Korn (co-headline) Helmet Jeris Johnson Palaye Royale Dana Dentata P.O.D. |
| 1 de septiembre de 2022                     | Pelham                | Estados Unidos  | Oak Mountain Amphitheatre                   | Korn (co-headline) Helmet Jeris Johnson Palaye Royale Dana Dentata P.O.D. |
| 3 de septiembre de 2022                     | Pryor Creek           | Estados Unidos  | Pryor Creek Music Festival Grounds          | Korn (co-headline) Helmet Jeris Johnson Palaye Royale Dana Dentata P.O.D. |
| 4 de septiembre de 2022                     | The Woodlands         | Estados Unidos  | Cynthia Woods Mitchell Pavilion             | Korn (co-headline) Helmet Jeris Johnson Palaye Royale Dana Dentata P.O.D. |
| 6 de septiembre de 2022                     | Dallas                | Estados Unidos  | Equis Pavilion                              | Korn (co-headline) Helmet Jeris Johnson Palaye Royale Dana Dentata P.O.D. |
| 7 de septiembre de 2022                     | Lubbock               | Estados Unidos  | United Supermarkets Arena                   | Korn (co-headline) Helmet Jeris Johnson Palaye Royale Dana Dentata P.O.D. |
| 9 de septiembre de 2022                     | Salt Lake City        | Estados Unidos  | USANA Amphitheatre                          | Korn (co-headline) Helmet Jeris Johnson Palaye Royale Dana Dentata P.O.D. |
| 10 de septiembre de 2022                    | Nampa                 | Estados Unidos  | Ford Idaho Center Amphitheatre              | Korn (co-headline) Helmet Jeris Johnson Palaye Royale Dana Dentata P.O.D. |
| 13 de septiembre de 2022                    | Spokane               | Estados Unidos  | Spokane Arena                               | Korn (co-headline) Helmet Jeris Johnson Palaye Royale Dana Dentata P.O.D. |
| 15 de septiembre de 2022                    | Auburn                | Estados Unidos  | White River Amphitheatre                    | Korn (co-headline) Helmet Jeris Johnson Palaye Royale Dana Dentata P.O.D. |
| 16 de septiembre de 2022                    | Ridgefield            | Estados Unidos  | RV Inn Style Resorts Amphitheatre           | Korn (co-headline) Helmet Jeris Johnson Palaye Royale Dana Dentata P.O.D. |
| 22 de septiembre de 2022                    | Louisville            | Estados Unidos  | Highland Festival Grounds                   | —                                                                         |
| 6 de octubre de 2022                        | Sacramento            | Estados Unidos  | Discovery Park                              | —                                                                         |
| Europa 2 Worlds Collide Tour                |                       |                 |                                             |                                                                           |
| 9 de noviembre de 2022                      | Munich                | Alemania        | Olympiahalle                                | Within Temptation (co-headline) Veridia Smash Into Pieces                 |
| 10 de noviembre de 2022                     | Milan                 | Italia          | Mediolanum Forum                            | Within Temptation (co-headline) Veridia Smash Into Pieces                 |
| 12 de noviembre de 2022                     | Zurich                | Suiza           | Hallenstadion                               | Within Temptation (co-headline) Veridia Smash Into Pieces                 |
| 14 de noviembre de 2022                     | Londres               | Inglaterra      | O2 Arena                                    | Within Temptation (co-headline) Veridia Smash Into Pieces                 |
| 15 de noviembre de 2022                     | Birmingham            | Inglaterra      | Utilita Arena Birmingham                    | Within Temptation (co-headline) Veridia Smash Into Pieces                 |
| 17 de noviembre de 2022                     | Glasgow               | Escocia         | OVO Hydro                                   | Within Temptation (co-headline) Veridia Smash Into Pieces                 |
| 19 de noviembre de 2022                     | Leeds                 | Inglaterra      | First Direct Arena                          | Within Temptation (co-headline) Veridia Smash Into Pieces                 |
| 21 de noviembre de 2022                     | Bruselas              | Bélgica         | Palais 12                                   | Within Temptation (co-headline) Veridia Smash Into Pieces                 |
| 22 de noviembre de 2022                     | Bruselas              | Bélgica         | Palais 12                                   | Within Temptation (co-headline) Veridia Smash Into Pieces                 |
| 23 de noviembre de 2022                     | Frankfurt             | Alemania        | Festhalle                                   | Within Temptation (co-headline) Veridia Smash Into Pieces                 |
| 25 de noviembre de 2022                     | Düsseldorf            | Alemania        | Mitsubishi Electric Halle                   | Within Temptation (co-headline) Veridia Smash Into Pieces                 |
| 27 de noviembre de 2022                     | Paris                 | Francia         | AccorHotels Arena                           | Within Temptation (co-headline) Veridia Smash Into Pieces                 |
| 29 de noviembre de 2022                     | Amsterdam             | Países Bajos    | Ziggo Dome                                  | Within Temptation (co-headline) Veridia Smash Into Pieces                 |
| 30 de noviembre de 2022                     | Amsterdam             | Países Bajos    | Ziggo Dome                                  | Within Temptation (co-headline) Veridia Smash Into Pieces                 |
| 1 de diciembre de 2022                      | Esch-sur-Alzette      | Luxemburgo      | Rockhal                                     | Within Temptation (co-headline) Veridia Smash Into Pieces                 |
| 3 de diciembre de 2022                      | Leipzig               | Alemania        | Quarterback Immobilien Arena                | Within Temptation (co-headline) Veridia Smash Into Pieces                 |
| 4 de diciembre de 2022                      | Gliwice               | Polonia         | Gliwice Arena                               | Within Temptation (co-headline) Veridia Smash Into Pieces                 |
| 7 de diciembre de 2022                      | Hamburgo              | Alemania        | Barclaycard Arena                           | Within Temptation (co-headline) Veridia Smash Into Pieces                 |
| 8 de diciembre de 2022                      | Berlín                | Alemania        | Velodrom                                    | Within Temptation (co-headline) Veridia Smash Into Pieces                 |
| América del Norte 3 Will of the People Tour |                       |                 |                                             |                                                                           |
| 25 de febrero de 2023                       | Chicago               | Estados Unidos  | United Center                               | Muse (acto principal) One Ok Rock Highly Suspect                          |
| 26 de febrero de 2023                       | Minneapolis           | Estados Unidos  | Target Center                               | Muse (acto principal) One Ok Rock Highly Suspect                          |
| 28 de febrero de 2023                       | Austin                | Estados Unidos  | Moody Center                                | Muse (acto principal) One Ok Rock Highly Suspect                          |
| 2 de marzo de 2023                          | Houston               | Estados Unidos  | Toyota Center                               | Muse (acto principal) One Ok Rock Highly Suspect                          |
| 3 de marzo de 2023                          | Fort Worth            | Estados Unidos  | Dickies Arena                               | Muse (acto principal) One Ok Rock Highly Suspect                          |
| 5 de marzo de 2023                          | St. Louis             | Estados Unidos  | Chaifetz Arena                              | Muse (acto principal) One Ok Rock Highly Suspect                          |
| 7 de marzo de 2023                          | Columbus              | Estados Unidos  | Nationwide Arena                            | Muse (acto principal) One Ok Rock Highly Suspect                          |
| 9 de marzo de 2023                          | Toronto               | Canadá          | Scotiabank Arena                            | Muse (acto principal) One Ok Rock Highly Suspect                          |
| 11 de marzo de 2023                         | Quebec                | Canadá          | Centre Videotron                            | Muse (acto principal) One Ok Rock Highly Suspect                          |
| 12 de marzo de 2023                         | Quebec                | Canadá          | Centre Videotron                            | Muse (acto principal) One Ok Rock Highly Suspect                          |
| 14 de marzo de 2023                         | Montreal              | Canadá          | Centre Bell                                 | Muse (acto principal) One Ok Rock Highly Suspect                          |
| 15 de março de 2023                         | Montreal              | Canadá          | Centre Bell                                 | Muse (acto principal) One Ok Rock Highly Suspect                          |
| 17 de marzo de 2023                         | Nueva York            | Estados Unidos  | Madison Square Garden                       | Muse (acto principal) One Ok Rock Highly Suspect                          |
| 19 de marzo de 2023                         | Filadelfia            | Estados Unidos  | Wells Fargo Center                          | Muse (acto principal) One Ok Rock Highly Suspect                          |
| 2 de abril de 2023                          | Glendale              | Estados Unidos  | Desert Diamond Arena                        | Muse (acto principal) One Ok Rock Highly Suspect                          |
| 4 de abril de 2023                          | Denver                | Estados Unidos  | Ball Arena                                  | Muse (acto principal) One Ok Rock Highly Suspect                          |
| 6 de abril de 2023                          | Los Angeles           | Estados Unidos  | Crypto.com Arena                            | Muse (acto principal) One Ok Rock Highly Suspect                          |
| 8 de abril de 2023                          | Las Vegas             | Estados Unidos  | T-Mobile Arena                              | Muse (acto principal) One Ok Rock Highly Suspect                          |
| 10 de abril de 2023                         | San Diego             | Estados Unidos  | Pechanga Arena                              | Muse (acto principal) One Ok Rock Highly Suspect                          |
| 12 de abril de 2023                         | Anaheim               | Estados Unidos  | Honda Center                                | Muse (acto principal) One Ok Rock Highly Suspect                          |
| 14 de abril de 2023                         | Oakland               | Estados Unidos  | Oakland Arena                               | Muse (acto principal) One Ok Rock Highly Suspect                          |
| 16 de abril de 2023                         | Portland              | Estados Unidos  | Moda Center                                 | Muse (acto principal) One Ok Rock Highly Suspect                          |
| 18 de abril de 2023                         | Seattle               | Estados Unidos  | Climate Pledge Arena                        | Muse (acto principal) One Ok Rock Highly Suspect                          |
| 20 de abril de 2023                         | Salt Lake City        | Estados Unidos  | Vivint Arena                                | Muse (acto principal) One Ok Rock Highly Suspect                          |
|                                             |                       |                 |                                             |                                                                           |
| 13 de mayo de 2023                          | Las Vegas             | Estados Unidos  | Las Vegas Festival Grounds                  | —                                                                         |
| 19 de mayo de 2023                          | Daytona Beach         | Estados Unidos  | Daytona International Speedway              | —                                                                         |
| Europa 3                                    |                       |                 |                                             |                                                                           |
| 2 de junio de 2023                          | Nurembergue           | Alemania        | Zeppelinfeld                                | —                                                                         |
| 3 de junio de 2023                          | Nürburg               | Alemania        | Nürburgring                                 | —                                                                         |
| 5 de junio de 2023                          | Varsovia              | Polonia         | Progresja                                   | Tigress                                                                   |
| 7 de junio de 2023                          | Lille                 | Francia         | Zénith Arena                                | Tigress                                                                   |
| 9 de junio de 2023                          | Leicestershire        | Inglaterra      | Donington Park                              | —                                                                         |
| Asia                                        |                       |                 |                                             |                                                                           |
| 19 de agosto de 2023                        | Osaka                 | Japón           | Zozo Marine Stadium                         | —                                                                         |
| 20 de agosto de 2023                        | Tokio                 | Japón           | Zozo Marine Stadium                         | —                                                                         |
| Oceanía                                     |                       |                 |                                             |                                                                           |
| 24 de agosto de 2023                        | Brisbane              | Australia       | Riverstage                                  | The Beautiful Monument                                                    |
| 26 de agosto de 2023                        | Sydney                | Australia       | Qudos Bank Arena                            | The Beautiful Monument                                                    |
| 28 de agosto de 2023                        | Adelaide              | Australia       | AEC Theatre                                 | The Beautiful Monument                                                    |
| 30 de agosto de 2023                        | Melbourne             | Australia       | Rod Laver Arena                             | The Beautiful Monument                                                    |
| 2 de septiembre de 2023                     | Perth                 | Australia       | Red Hill Auditorium                         | The Beautiful Monument                                                    |
| América del Norte 4                         |                       |                 |                                             |                                                                           |
| 7 de septiembre de 2023                     | Alton                 | Estados Unidos  | Virginia International Raceway              | —                                                                         |
| 8 de septiembre de 2023                     | Atlantic City         | Estados Unidos  | Ovation Hall (Ocean Casino Resort)          | Plush                                                                     |
| América Latina                              |                       |                 |                                             |                                                                           |
| 7 de octubre de 2023                        | Santiago de Querétaro | México          | Autódromo de Querétaro                      | —                                                                         |
| 9 de octubre de 2023                        | Ciudad de México      | México          | Teatro Metropólitan                         | —                                                                         |
| 11 de octubre de 2023                       | Monterrey             | México          | Arena Monterrey                             | —                                                                         |
| 14 de octubre de 2023                       | Santiago              | Chile           | Espacio Riesco                              | —                                                                         |
| 17 de octubre de 2023                       | Buenos Aires          | Argentina       | Movistar Arena                              | —                                                                         |
| 19 de octubre de 2023                       | Curitiba              | Brasil          | Live Curitiba                               | Ego Kill Talent                                                           |
| 21 de octubre de 2023                       | São Paulo             | Brasil          | Allianz Parque                              | Ego Kill Talent                                                           |
| 23 de octubre de 2023                       | Rio de Janeiro        | Brasil          | Qualistage                                  | Ego Kill Talent                                                           |
| 25 de octubre de 2023                       | Belo Horizonte        | Brasil          | Arena Hall                                  | Ego Kill Talent                                                           |
| 26 de octubre de 2023                       | Belo Horizonte        | Brasil          | Arena Hall                                  | Ego Kill Talent                                                           |
| 28 de octubre de 2023                       | Recife                | Brasil          | Classic Hall                                | Ego Kill Talent                                                           |

### Concierto virtual
| Fecha                 | Nombre                                  | Ciudad(s)                    | País(es)                | Nota |
| --------------------- | --------------------------------------- | ---------------------------- | ----------------------- | --- |
| 30 de octubre de 2020 | A Live Session from Rock Falcon Studios | Nashville Sacramento Colonia | Estados Unidos Alemania | Evento promovido en colaboración con la organización HeadCount.                                               |
| 13 de mayo de 2021    | Cooper Tires Driven to Perform          | Nashville Troisdorf          | Estados Unidos Alemanha | Evento promovido en colaboración con Alice Cooper y la compañía automovilística Cooper Tire & Rubber Company. |

## Personal
Banda
- Amy Lee – Voz, teclado, piano
- Tim McCord – Bajo, teclado, guitarra
- Will Hunt – batería
- Troy McLawhorn – guitarra
- Jen Majura – guitarra, voz de apoyo (hasta el 21 de enero de 2022)
- Emma Anzai – bajo, voz de apoyo (a partir de 5 de junio de 2022)

Músicos convidados
- Lzzy Hale – voz - (de 5 de noviembre de 2021 a 21 de enero de 2022)
- Sonny Sandoval – voz (de 13 a 16 de septiembre de 2022 a 13 de mayo de 2023)
- Sharon den Adel – voz (el 10, 17, 23, 29 e 30 de noviembre ; 3, 7 y 8 de diciembre de 2022)
- Deena Jakoub – voz (el 10, 17 y 23 de noviembre de 2022)
- Johnny Stevens – voz (de 12 a 20 de abril de 2023)
- Jacoby Shaddix – voz (de 3 de junio de 2023)